# Première épidémie de virus Ebola de 2018 en république démocratique du Congo

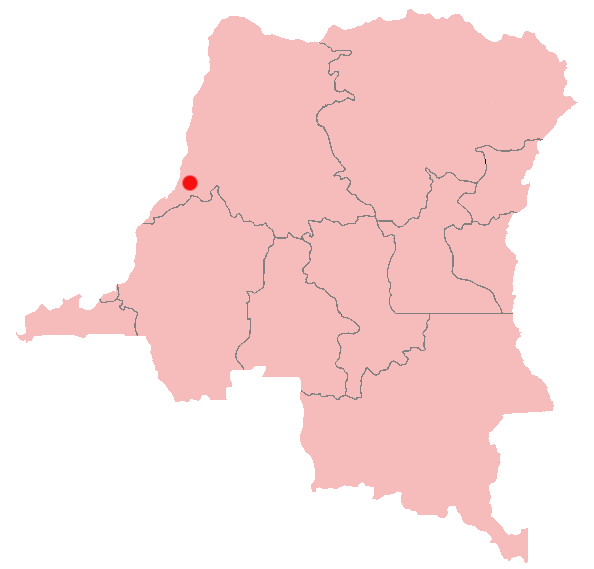
Bikoro (république démocratique du Congo)

La première épidémie de virus Ebola de 2018 en république démocratique du Congo est une épidémie s'étant déroulée du 8 mai 2018 au 24 juillet 2018. Elle commence dans le nord-ouest du pays par le décès suspect de 17 personnes qui présentaient des symptômes faisant penser à la maladie à virus Ebola. Le statut d'épidémie est officiellement déclaré par le ministère de la Santé après l'infection confirmée de deux personnes. Elle se termine 3 mois plus tard, le 24 juillet,,. Une nouvelle épidémie d'Ebola est cependant déclarée le 1er août dans le Nord-Kivu.

## Épidémiologie

### Premiers cas et vaccination
Le gouvernement de la république démocratique du Congo déclare l'épidémie d'Ebola le 8 mai 2018. Le patient zéro serait un policier décédé dans un centre de santé du village d'Ikoko-Impenge (province de l'Équateur). Après avoir assisté à ses funérailles, onze membres de sa famille tombent malades et sept d'entre eux meurent.
L'épidémie d'Ebola a son origine dans la province de l'Équateur, et des cas ont été confirmés dans la ville de Mbandaka.
Par mesure de précaution, l'Angola ferme sa frontière avec la république démocratique du Congo le 4 juin. Les autorités sanitaires du gouvernement congolais vaccinent plus de 1 000 personnes à partir du 6 juin. Les médicaments ZMapp, GS-5734, REGN et mAb114 sont approuvés pour traitement par un rapport du 6 juin. ZMapp, notamment, est un médicament expérimental comprenant trois « anticorps monoclonaux chimériques » pour le traitement de la maladie à virus Ebola.
Le 11 juin, le ministre de la Santé Oly Ilunga Kalenga annonce que 2 295 personnes ont été vaccinées (rVSV-ZEBOV),. Le 17 juin 2018, le Ministère de la Santé annonce que 3 017 personnes ont été vaccinées contre la maladie, notamment à Iboko, Bikoro, Mbandaka, Ingende et Kinshasa.

### Statistiques

#### Situation mise à jour
| Date (Situation mise à jour)           | Cas      | Cas      | Cas       | Cas   | Décès | Taux de létalité | Contactés |
| Date (Situation mise à jour)           | Confirmé | Probable | Soupçonné | Total | Décès | Taux de létalité | Contactés |
| -------------------------------------- | -------- | -------- | --------- | ----- | ----- | ---------------- | --------- |
| 2018-05-11                             | 2        | 18       | 14        | 34    | 18    | 52.9%            | 75        |
| 2018-05-14                             | 2        | 22       | 17        | 41    | 20    | 48.8%            | 432       |
| 2018-05-18                             | 14       | 21       | 10        | 45    | 25    | 55.6%            | 532       |
| 2018-05-20                             | 28       | 21       | 2         | 51    | 27    | 52.9%            | 628       |
| 2018-05-23                             | 31       | 13       | 8         | 52    | 22*   | 42.3%            | >600      |
| 2018-05-27                             | 35       | 13       | 6         | 54    | 25    | 46.3%            | 906       |
| 2018-05-30                             | 37       | 13       | 0         | 50*   | 25    | 50%              | >900      |
| 2018-06-03                             | 37       | 13       | 6         | 56    | 25    | 44.6%            | 880       |
| 2018-06-06                             | 38       | 14       | 10        | 62    | 27    | 43.6%            | 619       |
| 2018-06-10                             | 38       | 14       | 3         | 55*   | 28    | 50.9%            | 634       |
| 2018-06-17                             | 38       | 14       | 10        | 62    | 28    | 45.1%            | 289       |
| 2018-06-20                             | 38       | 14       | 9         | 61    | 28    | 45.9%            | 179       |
| 2018-06-24                             | 38       | 14       | 3         | 55*   | 28    | 51%              | 179       |
| 2018-06-29                             | 38       | 15       | 0         | 53*   | 29    | 54.7%            | 0         |
| 2018-07-09                             | 38       | 15       | 0         | 53    | 29    | 54.7%            | 0         |
| 2018-07-24                             | 38       | 16       | 0         | 54    | 33    | 61%              | 0         |
| * Les chiffres sont sujets à révision. |          |          |           |       |       |                  |           |

#### Vaccin
| Vaccin/zones de sante(pendant la réponse d'Ebola) | Mbandaka | Iboko | Bikoro | Ingende | Kinshasa | Total |
| ------------------------------------------------- | -------- | ----- | ------ | ------- | -------- | ----- |
| 24 juin 2018                                      | 843      | 779   | 1,518  | 107     | 21       | 3,268 |

### Fin de l'épidémie
L'Organisation mondiale de la santé annonce la fin officielle de l'épidémie virale en République démocratique du Congo le 24 juillet 2018, après 42 jours consécutifs sans cas confirmé,. Après seulement une semaine, une nouvelle épidémie d'Ebola est cependant déclarée le 1er août dans la province du Nord-Kivu.

## Virologie
L'épidémie de la république démocratique du Congo est du type de virus Ebolavirus Zaïre, avec un taux de mortalité de 90 %. Le virus Ebola fait partie de la famille des filoviridae. Le 29 juillet 2018, une nouvelle espèce (portant le nombre total à 6) d'Ebola a été trouvée dans la Sierra Leone appelée Bombali ebolavirus[réf. souhaitée]
- Famille : Filoviridae
  - 
    - Genre : Ebolavirus
      - 
        - Espèce : Ebolavirus Zaïre (S'est produit dans Épidémie de maladie à virus Ebola en Afrique de l'Ouest)
        - Espèce : Ebolavirus Soudan
        - Espèce : Ebolavirus Reston
        - Espèce : Ebolavirus Forêt de Taï
        - Espèce : Bombali Ebolavirus
        - Espèce : Ebolavirus Bundibugyo

## Histoire

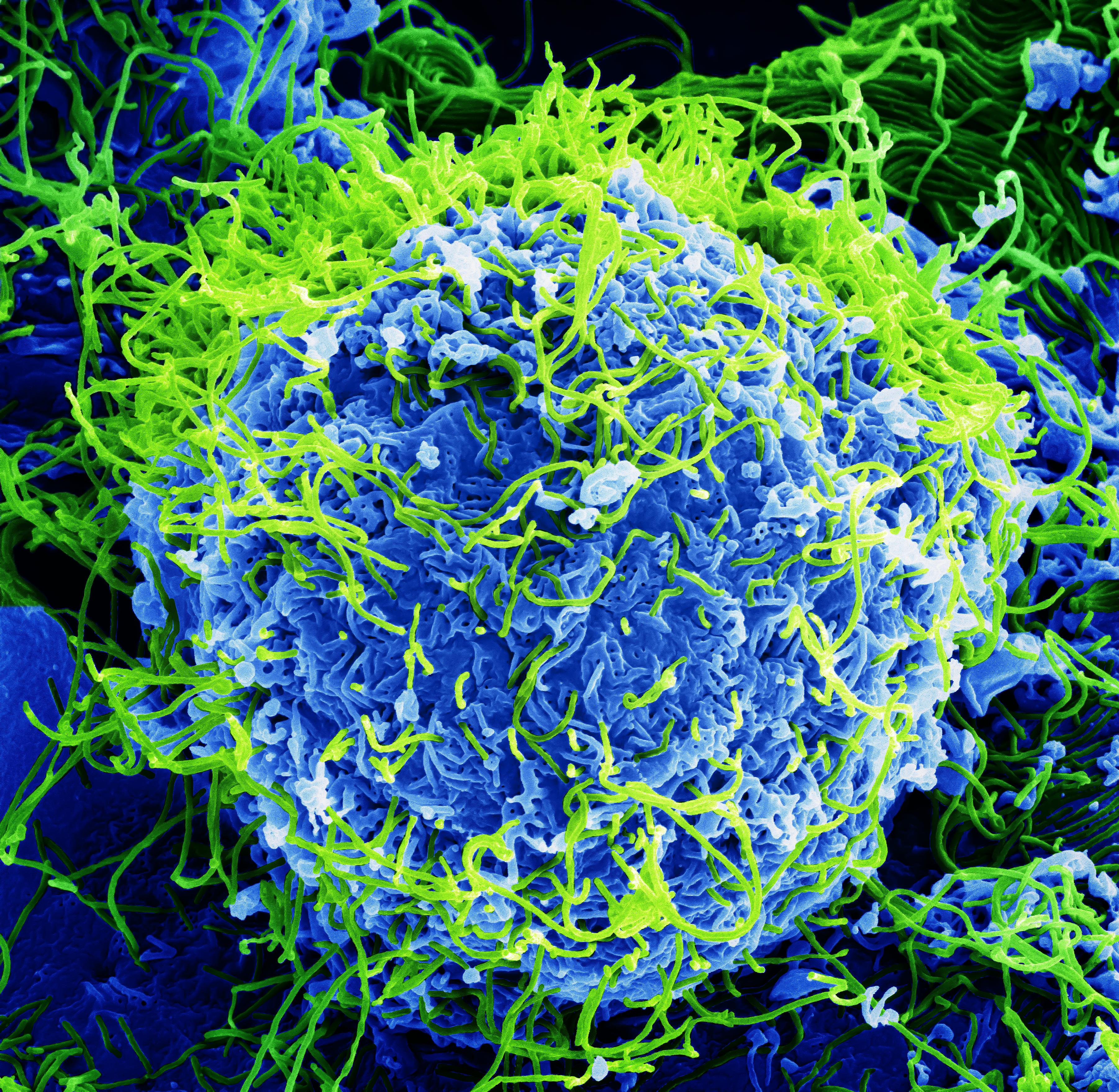
Virus Ebola(microscope électronique)

Foyers d'ebola 1976-2014

La république démocratique du Congo a connu huit épidémies d'Ebola, la plus ancienne remontant à 1976, la plus récente épidémie ayant eu lieu dans la région nord du pays (2017).
Le virus porte le nom de la rivière Ebola qui se trouve à 60 miles de Yambuku, la première région de la RDC où une épidémie d'Ebola s'est produite, en 1976. Cependant, le Soudan a connu une épidémie d'Ebola plus tôt la même année (1976),,.
Il est possible que dans cette épidémie et peut-être d'autres (notamment 2013 l'épidémie de maladie à virus Ebola en Afrique de l'Ouest), la déforestation ait pu être partiellement responsable, selon la revue Nature,.
République démocratique du Congo eu une épidémie d’Ebola en 2014 (et 2017), mais ZEBOV a été créé après la épidémie de maladie à virus Ebola en Afrique de l'Ouest.

### 1976-2020
Le tableau statistique ci-dessous indique les 10 épidémies survenues depuis 1976:
| Date                       | Pays                             | Région           | Information sur incident | Information sur incident | Information sur incident | Information sur incident | Référence |
| Date                       | Pays                             | Région           | Classifier               | Cas                      | Deces                    | Taux de létalité         | Référence |
| -------------------------- | -------------------------------- | ---------------- | ------------------------ | ------------------------ | ------------------------ | ------------------------ | --------- |
| août 1976                  | Zaïre                            | Yambuku          | EBOV                     | 318                      | 280                      | 88%                      | [ 49 ]    |
| juin 1977                  | Zaïre                            | Tandala          | EBOV                     | 1                        | 1                        | 100%                     | ,         |
| mai – juin 1995            | Zaïre                            | Kikwit           | EBOV                     | 315                      | 254                      | 81%                      | [ 51 ]    |
| août – novembre 2007       | République démocratique du Congo | Kasai-Occidental | EBOV                     | 264                      | 187                      | 71%                      | [ 52 ]    |
| décembre 2008–février 2009 | République démocratique du Congo | Kasai-Occidental | EBOV                     | 32                       | 14                       | 45%                      | [ 53 ]    |
| juin – novembre 2012       | République démocratique du Congo | Orientale        | BDBV                     | 77                       | 36                       | 47%                      | [ 47 ]    |
| août – novembre 2014       | République démocratique du Congo | Tshuapa          | EBOV                     | 66                       | 49                       | 74%                      | [ 54 ]    |
| mai – juin 2017            | République démocratique du Congo | Likati           | EBOV                     | 8                        | 4                        | 50%                      | [ 55 ]    |
| avril – juin 2018          | République démocratique du Congo | Bikoro           | EBOV                     | 54                       | 33                       | 61%                      | [ 1 ]     |
| août 2018 –juin 2020       | République démocratique du Congo | Kivu             | EBOV                     | 3,470                    | 2,280                    | 66%                      | ,         |
| juin 2020                  | République démocratique du Congo | Équateur         | EBOV                     | 130                      | 55                       | 42%                      | [ 58 ]    |
| fev–mai 2021               | République démocratique du Congo | Nord Kivu        | EBOV                     | 12                       | 6                        | 50%                      | [ 59 ]    |